# Saint-Louis-du-Nord (arrondissement)
Saint-Louis-du-Nord (Haïtiaans-Creools: Sen Lwi dinò) is een arrondissement van het Haïtiaanse departement Nord-Ouest, met 147.000 inwoners. De postcodes van dit arrondissement beginnen met het getal 32.
Het arrondissement Saint-Louis du Nord bestaat uit de volgende gemeenten:
- Saint-Louis-du-Nord (hoofdplaats van het arrondissement)
- Anse-à-Foleur